# サクラユタカオー
サクラユタカオー（欧字名:Sakura Yutaka O、1982年4月29日 - 2010年11月23日）は、日本の競走馬、種牡馬。
1986年の優駿賞最優秀古馬（牡馬）である。同年の毎日王冠（GII）、天皇賞（秋）（GI）を日本レコードで連勝。その他、同年のサンケイ大阪杯（GII）、1985年の共同通信杯4歳ステークス（GIII）を優勝した。天皇誕生日に産まれ、天皇賞を優勝している。
種牡馬としても人気を集め、産駒のサクラバクシンオー、サクラキャンドル、エアジハード、ウメノファイバー、メルシータカオーがGI優勝を果たした。またタムロチェリー、ロジック、クィーンスプマンテの母の父として知られる。さらにサクラバクシンオーとエアジハードの産駒もGIを勝利し、祖父、父、仔による父系三代JRA-GI競走連続優勝を成し遂げた。

## デビュー前

### 誕生までの経緯

#### 藤原牧場とスターロッチ
藤原牧場は、北海道静内町にある1902年創業の競走馬生産牧場である。年間の生産頭数平均8頭という小規模ながら、1984年までに重賞優勝多数、クラシック4勝を果たすなど良績を残していたが、その原動力がクレイグダーロッチだった。
1922年にイギリスで生産された11号族のクレイグダーロッチは、祖母の産駒にケンタッキーダービー馬、5代母の産駒に大種牡馬セントサイモンがいる名牝系の出で国が繁殖牝馬として導入し、新冠御料牧場にて子孫が育まれてきた。しかし、第二次世界大戦終結後の再編に伴って馬産中止となり、馬資源は放出。そんな中で藤原牧場はクレイグダーロッチの玄孫である牝馬コロナ（父:月友）を入手していた。コロナは、繁殖牝馬として10頭の仔を産み、そのうち、3番仔ライジングウイナー（父:ライジングフレーム）は、1958年京都記念 (春)にて優勝し、牧場に戦後初めてとなる重賞タイトルをもたらすと、6番仔スターロッチは、1960年優駿牝馬（オークス）優勝、さらに4歳牝馬として史上初めて有馬記念優勝を果たした。
スターロッチは競走馬引退後、藤原牧場にて繁殖牝馬となり、10頭の仔を産む。そのうち、モンタロッチ、スターハイネス、カツハル、ロッチなど9頭が勝ち上がるなど産駒が活躍。繁殖にまわっても活躍し、カツハルは種牡馬として供用され、モンタロッチは1975年小倉記念3着のブルドルフィンの母となり、ロッチは1977年毎日杯、皐月賞優勝のハードバージの母、1984年東京優駿（日本ダービー）3着のニホンピロマーチの祖母などとなっていた。

#### アンジェリカ
スターロッチ直仔のスターハイネスは、自身の直仔は出世しなかったが、2番仔のアンジェリカが繁殖牝馬として活躍した。競走馬としては九重特別（200万円以下）優勝に留まる21戦2勝のアンジェリカだったが、2番仔のサクラシンゲキ（父:ドン）は1979年函館3歳ステークス、1980年から京王杯オータムハンデキャップを連覇、1981年にはスプリンターズステークスを優勝し優駿賞最優秀スプリンター賞を獲得したほか、第1回ジャパンカップではハイペースの逃げを披露し「日の丸特攻隊」と呼ばれた。その他、3番仔のサクラスマイル（父:インターメゾ）は4勝しエリザベス女王杯で3着、4番仔のサクラカナリヤ（父:ドン）は4勝のほか、優駿牝馬で5着となるなど産駒は続々活躍することとなる。
そんな中、アンジェリカは、4番仔サクラカナリヤの後から2年連続で競走馬を産み出すことができなかった。1979年サクラカナリヤの直後は、ノーザリーと交配するも不受胎で1年間空胎で過ごし、翌1980年には、5番仔となる父ドンの牝馬を産んだものの、デビュー叶わず死亡していた。そして1981年、アンジェリカはテスコボーイと結びつくこととなる。

#### テスコボーイ
テスコボーイは、1963年にイギリスで生産された父プリンスリーギフト、母の父ハイペリオンの牡馬である。イギリスで競走馬として走り、主に8ハロン（マイル）を中心に好走し、クイーンアンステークス優勝など11戦5勝の成績を残した。引退後は、日高軽種馬農協組合が種牡馬として購入し、日本にもたらされたが、競走成績が突出しているわけではないため、輸入当初は種牡馬としての人気に乏しく、種付け料も安かった。しかし初年度産駒のランドプリンスが、1972年皐月賞を優勝。その後も、キタノカチドキが1974年の皐月賞と菊花賞を制する二冠、テスコガビーが1975年に桜花賞と優駿牝馬を制する牝馬二冠、トウショウボーイが1976年の皐月賞と有馬記念を制した。その他、天皇賞（秋）優勝のホクトボーイ、桜花賞優勝のオヤマテスコやホースメンテスコ、菊花賞優勝のインターグシケンなど活躍産駒が次々に出現。テスコボーイは1974年に初めて中央リーディングサイアーに立ち、さらに1978年から1981年までは4年連続中央リーディングに輝いている。
このような成績からテスコボーイの人気は高まり、馬産地では「テスコボーイ産駒というだけで、高く売れる」と考えられるようになった。そのため、種付け申し込みが殺到。例えば1976年、70頭ほどしか種付けできないにもかかわらず、768頭の申し込みがあったという。貴重なテスコボーイの種付け権利は、農協組合員の申し込み順で配分されていた。そのため、ある牧場が二回目の権利を得るには、6、7年待たなければならず、不受胎は避けたかった。
藤原牧場は、1975年にテスコボーイの種付け権利を得ていたが、このときは貴重な優駿牝馬並びに有馬記念優勝の牝馬、牧場の看板牝馬であるスターロッチをあてがっていた。そして産まれた牝馬はロッチテスコであり、後に孫として東京優駿優勝馬のウイニングチケット誕生に繋がることになる。牧場が再びテスコボーイの種付け権利を得るのは、それから7年後の1981年だった。そして1981年、牧場主の藤原祥三は、貴重なテスコボーイをあてがう相手を、ハードバージを産んだロッチとサクラシンゲキを産んだアンジェリカの二択にまで絞り、最終的にアンジェリカを選択する。こうしてアンジェリカとテスコボーイが結びついていた。アンジェリカは父父父、テスコボーイは父父にナスルーラがいるため「ナスルーラの3×4」の近親交配であり、走る馬が生まれやすいと信じられるフィッツラックの18.75%理論「奇跡の血量」が成立する配合だった。

### 幼駒時代
1982年4月29日、天皇誕生日に北海道静内町の藤原牧場にてアンジェリカの6番仔である牡馬（後のサクラユタカオー）が誕生する。直後は体高110センチメートル、胸囲88センチメートル、管囲12.5センチメートルだった。6番仔はまもなく「テスコジェリカ」という幼名が与えられる。兄サクラシンゲキは、背中とお腹が短い「詰まった」馬で充実した首を持つことからスピードに秀でていたが、テスコジェリカは「対照的」（藤原祥三）な背中とお腹が共に長い「ゆったりとした」馬だった。藤原は、種付け台帳にテスコジェリカを「馬格雄大、骨有品位に富む。温情、大物の相、冷利〔ママ〕」と書き表し、久々のテスコボーイ産駒に大きな期待をかけていた。
しかしテスコジェリカは「栗毛のテスコボーイ産駒」だった。テスコボーイ産駒は次々に活躍していたが、栗毛のテスコボーイ産駒の成績だけは芳しくなく、遂には「栗毛のテスコボーイ産駒は走らない（大成しない）」というジンクスが広く知れ渡っていた。藤原は栗毛のテスコボーイ産駒にひどく落胆し、種付け台帳には冷利に続いて「栗毛イカンともし難し」と付け加えていた。藤原は誕生翌日に、美浦トレーニングセンター所属の調教師である境勝太郎に産駒誕生の電話をしていたが、報告に「困りました。（テスコジェリカは）栗毛なんです」と付け加えていた。
牧場では、病気や怪我無く順調に育つ。大人しい性格で、優れた馬体をしていたが、体が大きかった。おまけに父に似て、食欲が過剰であり、エサの他に寝藁まで食んでしまう大食いのテスコジェリカは、体重の増加が著しかった。しかしあるときから体重増加は、やがて許容できる範疇を超えてしまい、体を支える脚部の負担が増加して前脚が反る事態に見舞われた。そのため牧場は、牧草のある放牧地に出すことを控えたり、寝藁を敢えて汚れたものにして、食欲に対抗した。以後、脚部の不安と闘い続けることとなる。入厩直後は右前脚の球節をきたしており、脚部保護のために半ビ鉄と呼ばれる特殊蹄鉄が用いられた。
2歳となった1983年6月21日、牧場はテスコジェリカを、日高サラ2歳馬特別セリ市場に上場する。最低価格を3000万円に設定していた。栗毛のため、安く買い叩かれる傾向にあり、注目を集めていなかったが、兄サクラシンゲキも所有した冠名「サクラ」の全演植が、もしくはサクラシンゲキを管理した境勝太郎がセリの最高価格である3500万円に手を挙げて落札した。全はテスコジェリカに「"豊か"という意味で富にも通じる。そんな願いをこめて」、冠名に「ユタカオー」を組み合わせた「サクラユタカオー」という競走馬名を与えた。サクラユタカオーは、全の会社である株式会社さくらコマース所有、境厩舎の管理となり、同時にサクラ御用達の小島太が主戦騎手となった。

## 競走馬時代

### クラシック
3歳末の1984年12月1日、中山競馬場の新馬戦（芝1800メートル）に小島が騎乗しデビュー、2番人気だった。スタートから2番手に取り付き、平均ペースを追走。直線まもなく抜け出し、軽く促されるだけで突き放した。後方に2馬身半差をつけて決勝線を通過。走破タイム1分50秒2という2歳コースレコードを樹立し、デビュー勝ちを果たした。次戦の候補には、3歳暮れには関東の3歳チャンピオンを決める朝日杯3歳ステークスという舞台があったが、脚元が弱く、大事に使おうと考えた境の方針により回避となる。代わりに自己条件の500万円以下、有馬記念当日の12月23日、中山競馬場の万両賞に参戦、1.5倍の1番人気だった。スタート直後から折り合いが欠かずとも推進力が勝っていた。好位に留まることができずハナに達し、逃げる形となった。以後、単独先頭を守りながら最終コーナーに向き、直線では突き放す一方。後方に7馬身差をつけて、決勝線通過。連勝を果たし、クラシック戦線に加わった。
年をまたいで4歳となった1985年2月10日、共同通信杯4歳ステークス（トキノミノル記念）（GIII）で重賞初参戦となる。共同通信杯という冠が初めてついた1983年はクラシック三冠馬ミスターシービー、1984年はシンボリルドルフに皐月賞で迫ったビゼンニシキが優勝しており、それに続く3回目の共同通信杯だった。同じ2勝馬のロンスパーク、サザンフィーバー、スダホークらが対したが、サクラユタカオーはそれらを上回る1番人気、単勝オッズは2.4倍となる。ただ初めてとなる不良馬場だった。

スタートから1頭がハイペースで大逃げを敢行するも、他は構わずマイペースで進み、馬群を形成した。サクラユタカオーはその馬群の先頭、好位を折り合いを保って追走。大逃げ馬は第3コーナーで力尽き、代わってサザンフィーバーが進み出て、それにサクラユタカオーは外から追い上げ並び立った。直線では、まずサザンフィーバーとの一騎打ちとなる。サクラユタカオーは不良馬場に苦労し伸びあぐねていたが、坂を経て相手を下した。以降単独先頭となったが、皆が状態の悪さを理由に避けていた馬場の内側からジョーダッシュが突っ込み、馬場に苦しむサクラユタカオーに迫っていた。ジョーダッシュの勢いは、サクラユタカオーのそれを上回るものだったが粘り、クビ差だけ先に決勝線通過。3連勝、重賞初勝利を挙げる。これにより、クラシックの有力候補に躍り出ていた。境や小島はレース直後、同じタッグで臨んだ朝日杯3歳ステークスにて1番人気3着、京成杯を優勝し、既にクラシック戦線に到達していたサクラサニーオーとの比較とともにこのように述べている。
しかしこの2日後、レース中に左前膝の橈骨遠位端骨折を発症していたことが判明し、春のクラシック参戦不能となった。このため境小島タッグは、サクラサニーオーでクラシックで臨んでいる。サクラサニーオーは弥生賞2着の後、第一弾の皐月賞はミホシンザンが優勝し3着だった。そして第二弾の東京優駿は、ミホシンザンが骨折離脱の中行われ、シリウスシンボリが優勝し7着だった。
長期休養を経て10月20日、菊花賞のトライアル競走である京都新聞杯で8カ月半ぶりの復帰を果たす。皐月賞優勝馬のミホシンザンと初対決となった。同じ骨折明けだったが、セントライト記念5着で叩いた5戦4勝のミホシンザンのほうが信頼されて1番人気、3戦無敗のサクラユタカオーは2番人気、単枠指定制度の対象となったのはミホシンザンだけだった。6枠からスタートしたサクラユタカオーは、4枠から先行するミホシンザンの背後を追走していたが、直線で先に抜け出したミホシンザンには敵わなかった。先頭入線を果たしたミホシンザンに3馬身以上後れを取って4着であった。ただ4着となり、菊花賞の優先出走権を獲得する。
そして11月10日、菊花賞（GI）でクラシック参戦を果たすも、この一戦のみ小島が騎乗できず、岩元市三に乗り替わって臨んだ。ミホシンザンをマークして好位を追走するも、道中で折り合いを欠いて終い伸びず、再びミホシンザンに敵わなかった。さらにスダホーク、東信二騎乗のサクラサニーオーにも遅れを取る4着敗退、クラシック制覇はならなかった。
続いて相手のレベルを落として、12月1日のダービー卿チャレンジトロフィー（GIII）に臨む。4歳馬ゆえに負担重量53キログラムと恵まれ、抜けた1番人気に支持されていた。8枠からスタートしたサクラユタカオーは中団外を追走し、最終コーナーでは大外から進出し、差し切りを目論んだ。しかし道中内々を回った3番人気、重賞3勝の負担重量59キログラムのスズパレードと蛯沢誠治に出し抜かれて、2馬身差の2着だった。その後、再び脚部不安が判明し、休養となる。

### サンケイ大阪杯
休養中に年をまたいで1985年、5歳の始動戦は3月30日、サンケイ大阪杯（GII）となる。阪神競馬場で行われるため西下する必要があった。境は、まず美浦から栗東トレーニングセンターに移動し、調教をこなしてから当日を迎える予定だった。しかし降雪がひどく東西の輸送に時間がかかり、栗東に着いてからのサクラユタカオーは、元気がなかった。復調目指して併せ馬を試みても、相手に20馬身遅れるなど体調不良だった。そのため出走取消を考えるほど追い込まれたが、直前になって幾ばくか上向いたと感じたため、境は出走を強行する。当日を迎えたが「完調とはほど遠い状態で、とても勝ち負けになるなどとは思っていません」という状態だった。
そんな中、サクラユタカオーはスダホーク、スピードヒーローに次ぐ3番人気に支持される。1番人気、同じく西下したスダホークは、重賞2連勝中で注目を集めており、ただ1頭単枠指定となっていた。6枠からスタートしたサクラユタカオーは、中団外側を確保、本命のスダホークは後方、10頭立て9番手だった。第3コーナーから最終コーナーにかけて2頭は進出し、先行集団との差を縮め、直線手前ではサクラユタカオーは先頭集団に取り付き、その4，5馬身後方にスダホークが迫り、他の勢いは見られなかった。直線ではスダホークがサクラユタカオーに並び立ち、関東馬同士の一騎打ちとなったが、サクラユタカオーは凌いで先頭を守り切った。スダホークにアタマ差だけ先に決勝線通過を果たし、重賞2勝目を挙げた。なお直線にてサクラユタカオーは、外側に斜行しており、小島には過怠金5万円が課されている。
それから4月29日の天皇賞（春）（GI）にスダホークに次ぐ2番人気で臨んだが、距離と馬場が祟って後退。優勝したクシロキングに大きく離された14着だった。あまりの惨敗をした後、藤原は体調不良に陥り、全は入院したという。以後サクラユタカオーは、再び脚部不安、左前骨膜炎をきたして長期休養を余儀なくされる。

### 天皇賞（秋）
脚部不安が解消された8月下旬から運動を再開し、秋に戦線復帰。10月5日、天皇賞（秋）の前哨戦である毎日王冠（GII）に臨む。ミホシンザン、ニッポーテイオー、ウインザーノット、スズパレード、ヤクモデザイヤー、スダホーク、スズマッハとの対戦となる中、4番人気だった。ニッポーテイオーが逃げに出て、ウインザーノットが続く中、サクラユタカオーは中団外に付け、後方にはミホシンザンがいた。サクラユタカオーはミホシンザンに注意しつつも、前半の1000メートルを59.3秒で先行するニッポーテイオーとの距離を縮め、最終コーナーを3番手で通過。直線ではまず、ウインザーノットに外から並びかけた。それから仕掛けられて末脚を発揮すると、後方で伸びあぐねるミホシンザンを置き去りにして、逃げるニッポーテイオーを捉え、後続を突き放した。以後独走、後方に2馬身半差をつけて決勝線通過を果たす。重賞3勝目。走破タイム1分46秒0は、1985年オーバールックの1分46秒4を上回るコースレコードであるだけでなく、日本レコードだった。
続いて10月26日、天皇賞（秋）（GI）に臨む。前哨戦勝利で天皇賞戴冠の機運が高まる陣営だったが、重ね重ねサクラユタカオーにとって都合の悪いジンクスが付き纏うこととなる。まず「前哨戦を勝利した馬は、次のレースを勝利することができない」「レコードで勝利した馬は、次のレースで勝利することができない」と考えられた。前哨戦を勝利すれば他から執拗なマークを受けることとなり、本来の力は発揮できないのでは、また前哨戦がピーク状態で本番では思うように体が動かないのでは、と邪推されていたが、客観的事実としてそのジンクスは証明され続けていた。前哨戦勝利からの天皇賞（秋）優勝は、1965年目黒記念（秋）から連勝を果たしたシンザン以来存在していなかった。
さらにサクラユタカオーは、大外枠8枠16番が課される。このとき小島は「枠順が決まった瞬間、思わずチェッと舌打ちしたよ」と回顧している。東京競馬場芝2000メートルは、コースの形状から極端に外枠不利であり、1秒または約6馬身は不利だと考えられていた。このような境遇のサクラユタカオーは、信頼を集めることができず、2番人気だった。尤もサクラユタカオーの追い風があるとすれば、脚元が万全だったこと、天気は良く馬場状態も悪くなかったことだった。

1番人気は毎日王冠を叩いたミホシンザンだった。ただ天皇賞（秋）は1番人気が苦戦するレースであり、1965年のシンザン以降は18連敗だった。距離短縮初年度の1984年こそミスターシービーがそのジンクスを打ち破ったが、翌1985年はシンボリルドルフが、13番人気ギャロップダイナにかわされる波乱があり、ミホシンザンにも都合の悪いジンクスとして立ちはだかっていた。3番人気以降はライフタテヤマ、クシロキング、サクラサニーオー、引退レースのウインザーノット、前年優勝のギャロップダイナなどと続いたが、事実上サクラユタカオーとミホシンザンの一騎打ちだと考えられていた。
サクラユタカオーは、大外枠から好スタートを決める。ウインザーノットが逃げてクシロキングやドウカンヤシマが連なり、サクラユタカオーはそれに続く好位を確保、ミホシンザンは中団を追走していた。第3コーナーから最終コーナーにかけて、先行集団との距離を縮めにかかり、サクラユタカオーは5番手、ミホシンザンはその直後まで押し上げて最終コーナーを通過した。直線では、逃げるウインザーノットを後続が追い上げる展開となり、特に逃げ馬の傍らにいたサクラユタカオー、馬場の真ん中のミホシンザン、大外のギャロップダイナが目立っていた。そんな中、サクラユタカオーは坂を登ってから仕掛けられた。繰り出された末脚はミホシンザンを置き去りにし、ウインザーノットを捉えてまもなく突き放していた。小島は仕掛けてから、ムチを18回連打し、サクラユタカオーを促し続けていた。以後独走、差を広げ続けながら決勝線に到達する。後方に2馬身半差をつけて優勝となる。

天皇賞戴冠を果たす。ジンクスを打ち破り「栗毛のテスコボーイ産駒」として初めてGIタイトルに到達。走破タイム1分58秒3は、前年優勝ギャロップダイナの1分58秒7を上回るコースレコード並びにレースレコードであるだけでなく、この年の夏の函館記念優勝ニッポーテイオーの1分58秒6を上回り、日本レコード樹立。重ね重ねジンクスを打ち破り、2戦連続日本レコード樹立を果たした。また小島は、18度目の天皇賞騎乗で初優勝、マツダのルーチェ・4ドアハードトップ・リミテッド・V6ターボが贈られた。境は、1979年スリージャイアンツ以来の天皇賞優勝。さくらコマースは、天皇賞初優勝だった。さくらコマースの地元は、東京競馬場のある府中であり、全は自ら経営する焼肉屋3店、スーパーマーケット6店にて、上限1万円の半額セールを実施。さらにパチンコ店8店では、優勝の瞬間に店内にいたファンに800個のパチンコ玉をサービスしたという。後に小島は「パーフェクトなレースだった」と回顧している。
その後は、ジャパンカップ（GI）に臨む。この一戦の内容次第では、翌年以降の外国遠征も検討されていた。ミホシンザンや外国調教馬を差し置いて1番人気に推され、1984年カツラギエースの日本調教馬初勝利、1985年シンボリルドルフの勝利に続く日本調教馬3連勝やサクラシンゲキの敵討ちが期待されたが、イギリスのジュピターアイランドに敵わず、ミホシンザンにもかわされた6着だった。外国遠征は、馬産地からの歓迎のラブコールの声が大きく、種牡馬としての将来が明るいことから撤回され、年内での引退が決定する。12月21日の引退レース、有馬記念（GI）は3番人気で臨んだが、4歳馬ダイナガリバー、ミホシンザンやギャロップダイナに敵わず、レジェンドテイオーと同着の6着に敗退した。
この年の優駿賞では、全139票中126票を集めて最優秀古馬（牡馬）を受賞した。1987年2月1日の昼休み、東京競馬場にて引退式が行われる。天皇賞（秋）優勝時の8枠16番の姿で現れ、その実況音声が流れる中、走りを披露した。全からは、引退記念の深紅のレイがかけられた。

## 種牡馬時代
引退後は、北海道静内町の静内スタリオンステーションで種牡馬となる。静内繋養は、日高の若手生産者が尽力して勝ち取ったものだった。日高を中心に1株1000万円、50株、総額5億円という「当時としては破格」（横尾一彦）のシンジケートが結成された。シンジケートはすぐに完売となった。最大手の社台ファーム吉田善哉も種牡馬としての能力を認めて加わるなど人気を集め、提供した全は当初10株の割り当てを見込んでいたが、手元には3株しか残らなかったという。初年度からシンジケートと諸所の権利分の56頭の繁殖牝馬を集めたが、外部からの余勢株の問い合わせがひっきりなしにあり、応対には苦労したという。その後も50頭から80頭で推移し続けたが、1999年にはピークとなる89頭の繁殖牝馬を集めながら1頭の産駒も得られず、翌2000年には17頭も全て産駒誕生には至らず、種牡馬引退に追い込まれた。種牡馬引退後は、北海道新ひだか町が所有し、同町のライディングヒルズ静内の功労馬として余生を過ごした。2010年11月23日未明、老衰のために28歳で死亡する。12月18日、父テスコボーイのブロンズ像がある新ひだか町の桜舞馬公園にて、町長や、藤原牧場後継者の悟郎、シンジケート会長など関係者やファン、総勢30人でお別れ会を実施。同地に墓が建立された。
14年間の種牡馬生活では、573頭の産駒が血統登録され、そのうち14頭が平地重賞優勝を果たした。GI級競走においては、2年目産駒のサクラバクシンオー（母父:ノーザンテースト）が1993年と1994年のスプリンターズステークスを連覇。5年目産駒のサクラキャンドル（母父:ノーザンテースト）が1995年エリザベス女王杯を優勝。8年目産駒のエアジハード（母父:ロイヤルスキー）は1999年の安田記念とマイルチャンピオンシップを優勝し、その年の芝マイルのGIを独占。さらに9年目産駒のウメノファイバー（母父:ノーザンディクテイター）は1999年の優駿牝馬（オークス）を制してクラシック制覇を果たし、12年目産駒のメルシータカオー（母父:マルゼンスキー）は、2004年の中山大障害を優勝した。また母の父としても重賞優勝産駒を多数輩出し、タムロチェリー（父:セクレト）は2001年阪神ジュベナイルフィリーズを、ロジック（父:アグネスタキオン）は2006年NHKマイルカップを、クィーンスプマンテ（父:ジャングルポケット）は2009年エリザベス女王杯を優勝している。
サクラバクシンオーとエアジハードは、競走馬引退後に種牡馬となりGI級競走優勝産駒を輩出している。サクラバクシンオー産駒には2002年高松宮記念優勝のショウナンカンプ（母父:ラッキーソブリン）、2010年朝日杯フューチュリティステークス及び2011年NHKマイルカップ優勝のグランプリボス（母父:サンデーサイレンス）、2016年高松宮記念優勝のビッグアーサー（母父:キングマンボ）がおり、エアジハード産駒には、2010年安田記念優勝のショウワモダン（母父:トニービン）がいる。これらの優勝により、メジロアサマ、メジロティターン、メジロマックイーンの三代、アンバーシャダイ、メジロライアン、メジロブライトに続く祖父、父、仔の父系三代でのJRAGI競走優勝を成し遂げた。
全が亡くなったのは、1993年12月だった。この1週間後にサクラユタカオー産駒のサクラバクシンオーが、スプリンターズステークスを優勝している。またサクラユタカオーが亡くなったのは、2010年11月だった。この3週間後に、サクラバクシンオー産駒、すなわち孫のグランプリボスが2010年朝日杯フューチュリティステークスを制していた。この二つの事象について、全の息子である全尚烈は「うちの所有馬ならなおさらよかったのですが（笑）。馬は自分を大事にしてくれたものに恩返しをするのかなと不思議なものを感じました」と振り返っている。

## 競走成績
以下の内容は、netkeiba.com並びにJBISサーチ、『優駿』の情報に基づく。
| 競走日 | 競走日 | 競走日 | 競馬場 | 競走名         | 格   | 距離 （馬場） | 頭 数 | 枠 番 | 馬 番 | オッズ （人気） | 着順 | タイム  | 着差 | 騎手     | 斤量 [kg] | 1着馬 （2着馬）        | 馬体重 [kg] |
| ------ | ------ | ------ | ------ | -------------- | ---- | ------------- | ----- | ----- | ----- | --------------- | ---- | ------- | ---- | -------- | --------- | ---------------------- | ----------- |
| 1984.  | 12.    | 01     | 中山   | 3歳新馬        |      | 芝1800m（良） | 13    | 8     | 13    | 05.0（2人）     | 01着 | R1:50.2 | -0.4 | 小島太   | 54        | （テンポウハヤテ）     | 498         |
|        | 12.    | 23     | 中山   | 万両賞         | 4下  | 芝1800m（良） | 11    | 3     | 3     | 02.0（1人）     | 01着 | 01:50.8 | -1.2 | 小島太   | 54        | （シェルブールクイン） | 500         |
| 1985.  | 02.    | 10     | 東京   | 共同通信杯4歳S | GIII | 芝1800m（不） | 12    | 6     | 8     | 03.1（1人）     | 01着 | 01:52.7 | -0.0 | 小島太   | 55        | （ジョーダッシュ）     | 502         |
|        | 10.    | 20     | 京都   | 京都新聞杯     | GII  | 芝2200m（良） | 13    | 6     | 8     | 11.0（2人）     | 04着 | 02:15.1 | -0.6 | 小島太   | 57        | ミホシンザン           | 520         |
|        | 11.    | 10     | 京都   | 菊花賞         | GI   | 芝3000m（良） | 18    | 8     | 17    | 20.1（6人）     | 04着 | 03:08.6 | -0.5 | 岩元市三 | 57        | ミホシンザン           | 516         |
|        | 12.    | 01     | 中山   | ダービー卿CT   | GIII | 芝1600m（良） | 18    | 8     | 16    | 02.6（1人）     | 02着 | 01:34.1 | -0.3 | 小島太   | 53        | スズパレード           | 518         |
| 1986.  | 03.    | 30     | 阪神   | サンケイ大阪杯 | GII  | 芝2000m（稍） | 10    | 6     | 7     | 07.5（3人）     | 01着 | 02:01.6 | -0.0 | 小島太   | 56        | （スダホーク）         | 520         |
|        | 04.    | 29     | 京都   | 天皇賞（春）   | GI   | 芝3200m（重） | 16    | 7     | 15    | 05.5（2人）     | 14着 | 03:27.8 | -2.4 | 小島太   | 58        | クシロキング           | 522         |
|        | 10.    | 05     | 東京   | 毎日王冠       | GII  | 芝1800m（良） | 8     | 6     | 6     | 04.5（4人）     | 01着 | R1:46.0 | -0.4 | 小島太   | 58        | （ニッポーテイオー）   | 524         |
|        | 10.    | 26     | 東京   | 天皇賞（秋）   | GI   | 芝2000m（良） | 16    | 8     | 16    | 04.3（2人）     | 01着 | R1:58.3 | -0.4 | 小島太   | 58        | （ウインザーノット）   | 528         |
|        | 11.    | 23     | 東京   | ジャパンカップ | GI   | 芝2400m（良） | 14    | 8     | 14    | 04.1（1人）     | 06着 | 02:25.6 | -0.6 | 小島太   | 57        | ジュピターアイランド   | 530         |
|        | 12.    | 21     | 中山   | 有馬記念       | GI   | 芝2500m（良） | 12    | 7     | 9     | 07.0（3人）     | 06着 | 02:34.5 | -0.5 | 小島太   | 57        | ダイナガリバー         | 534         |

- タイム欄のRはレコード勝ちを示す。

## 種牡馬成績

### 年度別成績
以下の内容は、JBISサーチの情報に基づく。
| 種付年度 | 生産年度 | 種付頭数 | 生産頭数 | 血統登録頭数 | 出走頭数 | 勝馬頭数 | 重賞勝馬頭数 | AEI  | CPI  |
| -------- | -------- | -------- | -------- | ------------ | -------- | -------- | ------------ | ---- | ---- |
| 1987     | 1988     | 56       | 49       | 49           | 39       | 27       | 3            | 1.85 |      |
| 1988     | 1989     | 64       | 50       | 50           | 41       | 34       | 3            | 3.32 |      |
| 1989     | 1990     | 59       | 48       | 48           | 41       | 28       | 2            | 1.91 |      |
| 1990     | 1991     | 58       | 50       | 50           | 41       | 30       | 2            | 2.32 |      |
| 1991     | 1992     | 58       | 47       | 47           | 37       | 20       | 1            | 2.95 |      |
| 1992     | 1993     | 59       | 49       | 49           | 40       | 22       | 0            | 1.00 |      |
| 1993     | 1994     | 69       | 53       | 53           | 44       | 24       | 0            | 1.34 |      |
| 1994     | 1995     | 76       | 58       | 58           | 49       | 33       | 2            | 2.18 |      |
| 1995     | 1996     | 74       | 56       | 56           | 42       | 24       | 1            | 2.24 |      |
| 1996     | 1997     | 77       | 54       | 53           | 42       | 23       | 0            | 0.77 |      |
| 1997     | 1998     | 74       | 44       | 42           | 30       | 13       | 0            | 0.60 |      |
| 1998     | 1999     | 66       | 19       | 18           | 13       | 7        | －           | 0.67 |      |
| 1999     | 2000     | 89       | 0        | 0            | 0        | －       | －           | －   |      |
| 2000     | 2001     | 17       | 0        | 0            | 0        | －       | －           | －   |      |
| 合計     | 合計     | 合計     | 合計     | 573          | 459      | 285      | 14           | 1.85 | 1.55 |

- 出走頭数、勝馬頭数、重賞勝馬頭数、アーニングインデックス、コンパラブルインデックスは、平地競走に限る。

### 重賞優勝産駒

#### GI級競走優勝産駒
GI級競走は、太字強調にて示す。外国で催されたものは、競走名の前に開催国の国旗を充てる。
- 1989年産
  - サクラバクシンオー（1992年クリスタルカップ、1993-94年スプリンターズステークス、1994年ダービー卿チャレンジトロフィー、スワンステークス）- 母父:ノーザンテースト[60]
- 1992年産
  - サクラキャンドル（1995年クイーンステークス、エリザベス女王杯、1996年府中牝馬ステークス）- 母父:ノーザンテースト[61]
- 1995年産
  - エアジハード（1998年富士ステークス、1999年安田記念、マイルチャンピオンシップ）- 母父:ロイヤルスキー[62]
- 1996年産
  - ウメノファイバー（1998年京王杯3歳ステークス、1999年クイーンカップ、優駿牝馬）- 母父:ノーザンディクテイター[63]
- 1999年産
  - メルシータカオー（2004年中山大障害）- 母父:マルゼンスキー[64]

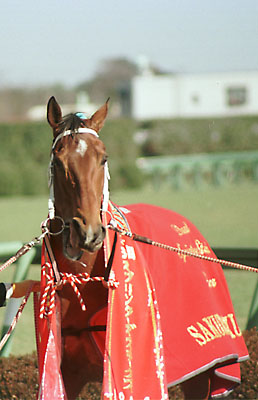
サクラバクシンオー
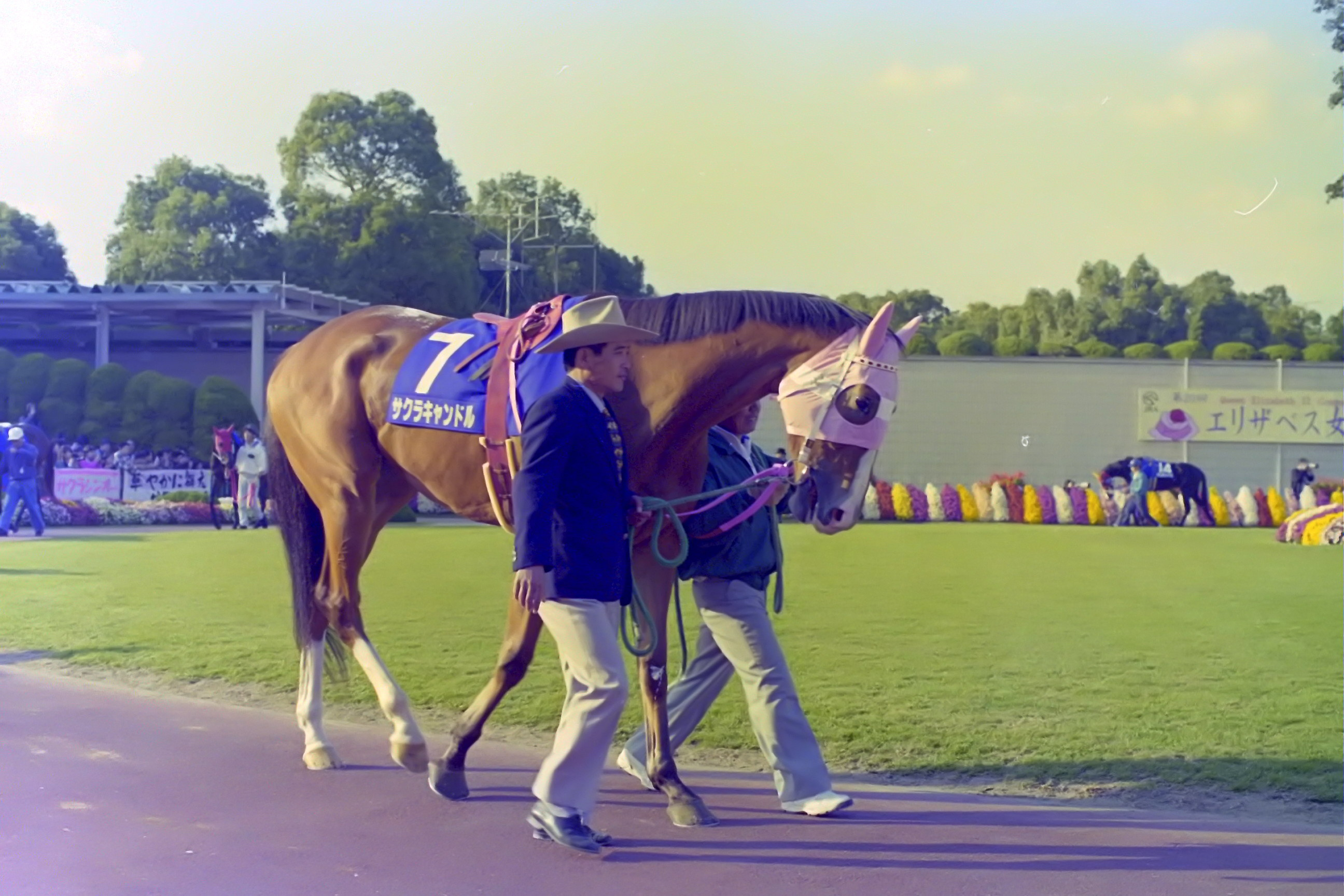
サクラキャンドル
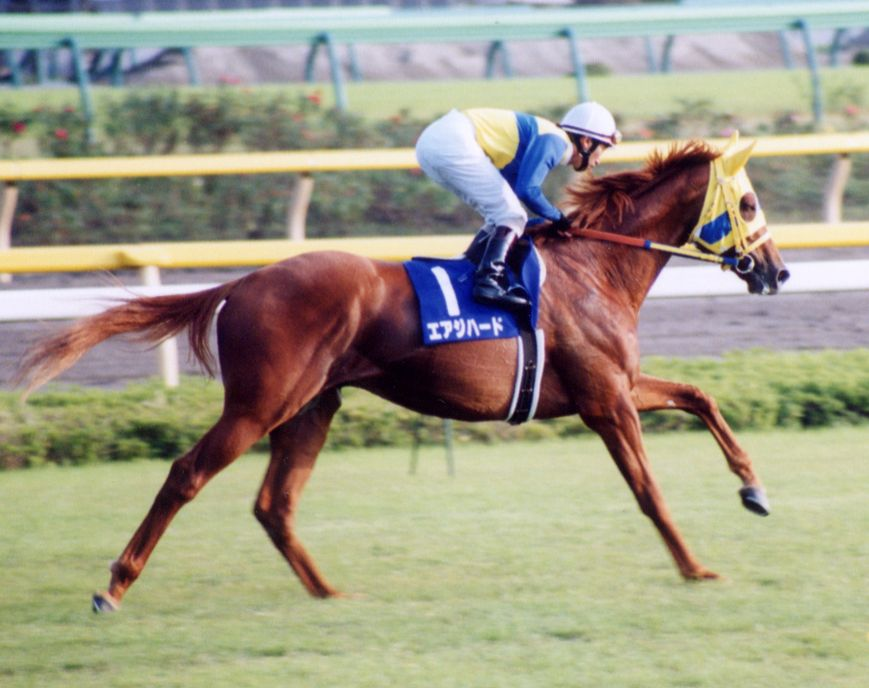
エアジハード
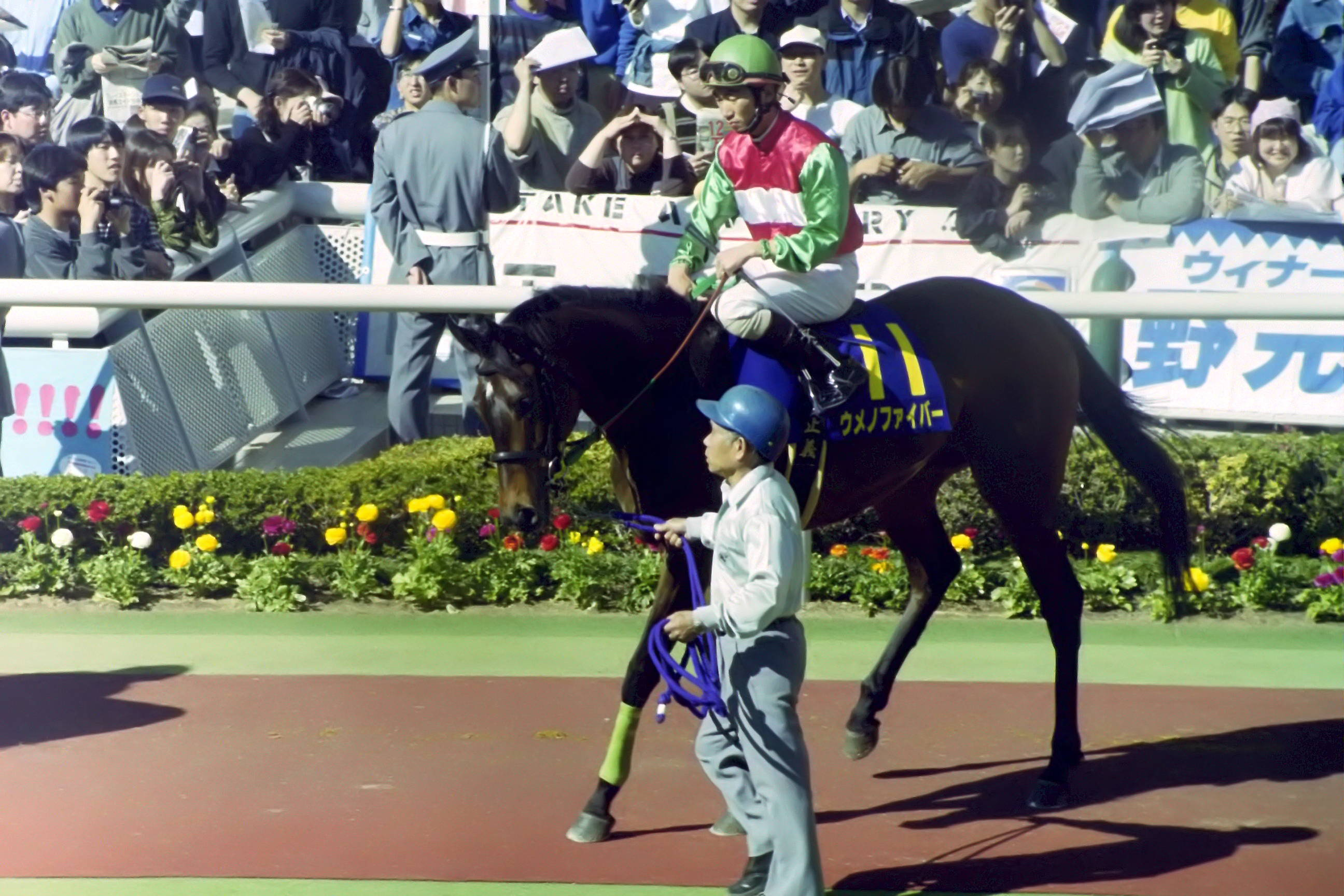
ウメノファイバー

#### グレード制重賞優勝産駒
- 1988年産
  - ダイナマイトダディ（1991年京成杯、1992年中山記念、京王杯スプリングカップ）- 母父:ノーザンテースト[75]
  - ヒガシマジョルカ（1992年函館記念）- 母父:シヨウグン[76]
- 1989年産
  - サクラセカイオー（1993年エプソムカップ）- 母父:Alcide[77]
  - システィーナ（1995年京都牝馬特別）- 母父:ノーザンテースト[78]
- 1990年産
  - ユキノビジン（1993年クイーンステークス）- 母父:ロイヤルスキー[79]
  - ホマレオーカン（- 母父:リィフォー、1993年愛知杯）[80]
  - ネーハイタフネス（- 母父:パーソロン、1996年京都大障害（春））[81]
- 1991年産
  - テンザンユタカ（1994年サファイヤステークス、愛知杯）- 母父:チャイナロック[82]
  - オースミマックス（1997年小倉大賞典）- 母父:マルゼンスキー[83]
  - ザスクープ（1996年京都大障害（秋））- 母父:グリーングラス[84]
- 1995年産
  - トゥナンテ（2000年愛知杯、北九州記念、毎日王冠）- 母父:ノーザンテースト[85]

#### 地方重賞優勝産駒
- 1988年産
  - サクラロッチオー（1993年桂浜月桂冠賞）- 母父:ソヴリングリーム[86]

#### ブルードメアサイアーとしての主な産駒

##### グレード制重賞優勝産駒
- 1997年産
  - ダイタクリーヴァ（2000年シンザン記念、スプリングステークス、鳴尾記念、2001-2002年京都金杯）- 父:フジキセキ[87]
- 1998年産
  - ダイタクバートラム（2003年阪神大賞典、2004年北九州記念、ステイヤーズステークス）- 父:ダンスインザダーク[88]
- 1999年産
  - タムロチェリー（- 父:セクレト、2001年小倉2歳ステークス、阪神ジュベナイルフィリーズ）[65]
  - サクラヴィクトリア（2002年関東オークス）- 父:トニービン[89]
- 2001年産
  - ダイアモンドダスト（2006年コミティーズプライズ）- 父:ライブリーワン[90]
- 2003年産
  - ロジック（2006年NHKマイルカップ）- 父:アグネスタキオン[66]
  - タガノバスティーユ（2006年ファルコンステークス）- 父:ブライアンズタイム[91]
- 2004年産
  - クィーンスプマンテ（2009年エリザベス女王杯）- 父:ジャングルポケット[67]
  - マイネルレーニア（2006年京王杯2歳ステークス、2008年スワンステークス）- 父:グラスワンダー[92]
  - トーホウレーサー（2007年ニュージーランドトロフィー）- 父:チーフベアハート[93]
- 2005年産
  - マイネレーツェル（2008年フィリーズレビュー、ローズステークス）- 父:ステイゴールド[94]
  - イコールパートナー（- 父:カリズマティック、2010年東京ハイジャンプ）[95]
- 2006年産
  - ベストメンバー（2009年京都新聞杯）- 父:マンハッタンカフェ[94]
- 2009年産
  - アースソニック（2013年京阪杯）- 父:クロフネ[96]
- 2011年産
  - ウインフルブルーム（2015年京都金杯）- 父:スペシャルウィーク[97]
- 2017年産
  - ウイングレイテスト（2023年スワンステークス）- 父:スクリーンヒーロー[98]

##### 地方重賞優勝産駒
- 1996年産
  - プラチナウィンク（2003年ノースクイーンカップ）- 父:アフリート[99]
- 2006年産
  - サクラシャイニー（2014年・2016年黒潮マイルチャンピオンシップ、2015年-2017年大高坂賞、2015年・2017年御厨人窟賞、2015年福永洋一記念、園田FCスプリント）- 父:サクラプレジデント[100]
- 2009年産
  - ドリームコンサート（2018年園田ウインターカップ）- 父:サウスヴィグラス[101]
  - ヒロカミヒメ（2011年金の鞍賞、2012年黒潮菊花賞）- 父:ゴールドヘイロー[102]

## 特徴
レコード勝利を連発するなど軽快なスピードを持っていた反面、重馬場には極端に弱かった。また、三度の長期休養に見られる通り、「爆弾を抱えている」と言われたほど脚元が弱く、同様の傾向から大成を阻まれたり、引退に追い込まれる産駒もあった。調教師の境は「私が手がけた中で最も強い馬はサクラローレルだと思うが、2000の良馬場であるという条件付きなら或いはユタカオーのほうが強いかも知れない」との言葉を残している。

## 血統表
| サクラユタカオーの血統                          | サクラユタカオーの血統                                | サクラユタカオーの血統                                | （血統表の出典）                                      | （血統表の出典） |
| 父系                                            | テスコボーイ系                                        | テスコボーイ系                                        | テスコボーイ系                                        |                  |
| 父 *テスコボーイ Tesco Boy 1963 黒鹿毛 イギリス | 父の父Princely Gift 1951 鹿毛 イギリス                | Nasrullah 1940                                        | Nearco                                                | Nearco           |
| 父 *テスコボーイ Tesco Boy 1963 黒鹿毛 イギリス | 父の父Princely Gift 1951 鹿毛 イギリス                | Nasrullah 1940                                        | Mumtaz Begum                                          |                  |
| 父 *テスコボーイ Tesco Boy 1963 黒鹿毛 イギリス | 父の父Princely Gift 1951 鹿毛 イギリス                | Blue Gem 1943                                         | Blue Peter                                            | Blue Peter       |
| 父 *テスコボーイ Tesco Boy 1963 黒鹿毛 イギリス | 父の父Princely Gift 1951 鹿毛 イギリス                | Blue Gem 1943                                         | Sparkle                                               |                  |
| 父 *テスコボーイ Tesco Boy 1963 黒鹿毛 イギリス | 父の母Suncourt 1952 黒鹿毛 アメリカ                   | Hyperion 1930                                         | Gainsborough                                          | Gainsborough     |
| 父 *テスコボーイ Tesco Boy 1963 黒鹿毛 イギリス | 父の母Suncourt 1952 黒鹿毛 アメリカ                   | Hyperion 1930                                         | Selene                                                |                  |
| 父 *テスコボーイ Tesco Boy 1963 黒鹿毛 イギリス | 父の母Suncourt 1952 黒鹿毛 アメリカ                   | Inquisition 1936                                      | Dastur                                                | Dastur           |
| 父 *テスコボーイ Tesco Boy 1963 黒鹿毛 イギリス | 父の母Suncourt 1952 黒鹿毛 アメリカ                   | Inquisition 1936                                      | Jury                                                  |                  |
| 母 アンジェリカ 1970 黒鹿毛 日本                | 母の父*ネヴァービート Never Beat 1960 栃栗毛 アメリカ | Never Say Die 1951                                    | Nasrullah                                             | Nasrullah        |
| 母 アンジェリカ 1970 黒鹿毛 日本                | 母の父*ネヴァービート Never Beat 1960 栃栗毛 アメリカ | Never Say Die 1951                                    | Singing Grass                                         |                  |
| 母 アンジェリカ 1970 黒鹿毛 日本                | 母の父*ネヴァービート Never Beat 1960 栃栗毛 アメリカ | Bride Elect 1952                                      | Big Game                                              | Big Game         |
| 母 アンジェリカ 1970 黒鹿毛 日本                | 母の父*ネヴァービート Never Beat 1960 栃栗毛 アメリカ | Bride Elect 1952                                      | Netherton Maid                                        |                  |
| 母 アンジェリカ 1970 黒鹿毛 日本                | 母の母スターハイネス 1964 鹿毛 日本                   | *ユアハイネス 1958                                    | Chamossaire                                           | Chamossaire      |
| 母 アンジェリカ 1970 黒鹿毛 日本                | 母の母スターハイネス 1964 鹿毛 日本                   | *ユアハイネス 1958                                    | Lady Grand                                            |                  |
| 母 アンジェリカ 1970 黒鹿毛 日本                | 母の母スターハイネス 1964 鹿毛 日本                   | スターロツチ 1957                                     | *ハロウェー                                           | *ハロウェー      |
| 母 アンジェリカ 1970 黒鹿毛 日本                | 母の母スターハイネス 1964 鹿毛 日本                   | スターロツチ 1957                                     | コロナ                                                |                  |
| 母系(F-No.)                                     | スターロッチ系(FN:11-c)                               | スターロッチ系(FN:11-c)                               | スターロッチ系(FN:11-c)                               | [ § 2 ]          |
| 5代内の近親交配                                 | Nasrullah 3×4、Nearco 4×5･5、Fairway 5×5、Solario 5×5 | Nasrullah 3×4、Nearco 4×5･5、Fairway 5×5、Solario 5×5 | Nasrullah 3×4、Nearco 4×5･5、Fairway 5×5、Solario 5×5 | [ § 3 ]          |
| 出典                                            | 1. 2. 3.                                              | 1. 2. 3.                                              | 1. 2. 3.                                              | 1. 2. 3.         |